# John Mowbray (1er baronnet)
John Robert Mowbray (3 juin 1815 - 22 avril 1899) est un homme politique conservateur britannique qui est le père de la Chambre en 1898-1899. 

## Biographie
Il est le fils de Robert Stirling Cornish et fait ses études à la Westminster School et à la Christ Church d'Oxford. En 1847, il épouse Elizabeth Gray, l'unique héritière de George Isaac Mowbray de Bishopwearmouth. La même année, il prend sous licence royale le nom de famille de Mowbray au lieu de son patronyme à la suite de l'héritage. Ensemble, ils ont trois fils et deux filles . 
En 1853, il est élu à la Chambre des communes pour Durham, poste qu'il occupe jusqu'en 1868, puis représente l'Université d'Oxford de 1868 jusqu'à son décès en 1899. À la Chambre, il préside le Comité de sélection et le comité sur le règlement. Il est juge-avocat général du comte de Derby de 1858 à 1859, puis de Benjamin Disraeli de 1866 à 1868. Il est admis au Conseil privé en 1858, et en 1880, il est créé baronnet. De 1898 à sa mort l'année suivante, Mowbray est le père de la Chambre des communes.
Un buste en bronze est érigé en mémoire de la Chambre des communes en 1900.